# Звинчуков, Николай Иванович
Никола́й Ива́нович Звинчуко́в (12 августа 1945 года, Новопавловка, Сокулукский район, Фрунзенская область, Киргизская ССР, СССР — 16 октября 2020 года, Москва, Россия) — советский и российский военный деятель, генерал-полковник. Начальник Военного университета Министерства обороны Российской Федерации (1994—1999).

## Биография
Родился 12 августа 1945 года в селе Новопавловка Сокулуского района Фрунзенской области Киргизской ССР (ныне располагается на территории Чуйской области Кыргызстана; Фрунзенская область была упразднена в 1959 году).
В 1965 году окончил Ташкентское командное танковое училище (в 1966 году получило статус высшего учебного заведения). Службу в Советской армии начал в качестве командира танкового взвода в Группе советских войск в Германии, прошёл карьерный путь до поста начальника штаба — первого заместителя командующего войсками Закавказского военного округа.
В 1978 году с отличием окончил Военную академию бронетанковых войск имени Маршала Советского Союза Р. Я. Малиновского, в 1987 году — Военную академию Генерального Штаба Вооружённых Сил СССР.
20 июля 1994 года на базе Гуманитарной академии Вооружённых Сил Российской Федерации (бывшая Военно-политическая академия имени В. И. Ленина) и Военной академии экономики, финансов и права Вооружённых Сил Российской Федерации был создан Военный университет Министерства обороны Российской Федерации; Звинчуков стал первым начальником данного учебного заведения. Как отмечало издание «Красная звезда», генерал «внёс большой вклад в развитие гуманитарного, юридического и филологического направлений подготовки офицерских кадров».
Звинчуков покинул пост начальника Военного университета Министерства обороны Российской Федерации в 1999 году. Работал в Счётной палате Российской Федерации и префектуре Юго-Восточного административного округа Москвы. В течение последних шести лет жизни занимал должность главного инспектора группы инспекторов Военного университета.
Генерал-полковник в отставке Николай Звинчуков скончался 16 октября 2020 года; 19 октября был похоронен на Федеральном военном мемориальном кладбище.

## Награды
Удостоен ряда государственных наград, среди них:
- орден «За службу Родине в Вооружённых Силах СССР» III степени[1];
- ряд медалей[1].